# Desenzano del Garda
Desenzano del Garda je město v provincii Brescia v italském regionu Lombardie na západním břehu Gardského jezera. Sousedí s ostatními obcemi Castiglione delle Stiviere, Lonato, Padenghe sul Garda a Sirmione.

## Historie
Od 1. století př. n. l. byla oblast u Gardského jezera, včetně místa, kde se dnes nachází Desenzano del Garda oblíbeným letoviskem bohatých rodin z Verony, která byla v té době nejvýznamnějším starořímským městem v severní Itálii.

## Hlavní památky
- Katedrála svaté Marie Magdaleny
- Dům sv. Anděly Mericiové

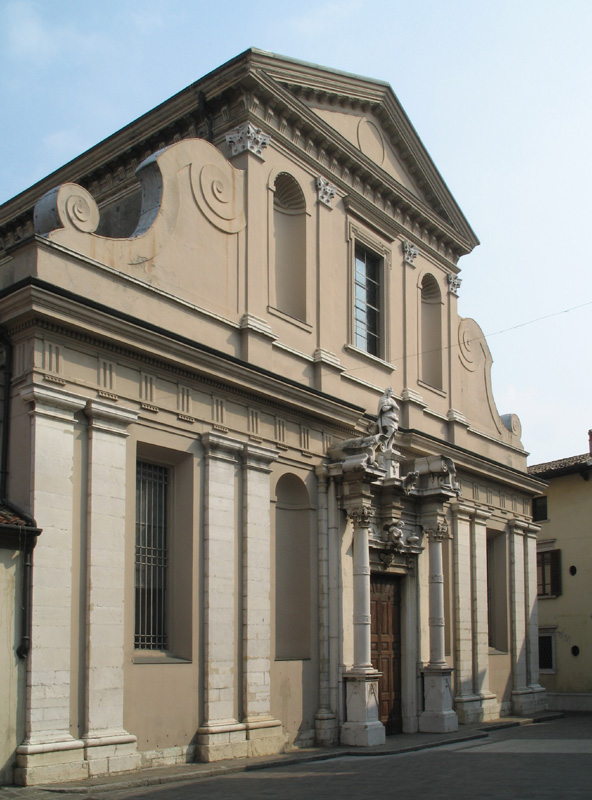
Katedrální bazilika svaté Máří Magdaleny

- Věž svatého Martina (Torre di San Martino).
- Archeologické muzeum
- Několik vil ve starořímském stylu (Villa Romana) a hrad.

## Turistika
Město je populární turistickou destinací v jižní Evropě. Přitahuje turisty svými nádhernými výhledy na Alpy na jižním břehu Gardského jezera, třemi rozsáhlými plážemi (Spiaggia Desanzanino, Spiaggia D'oro, and Spiaggia Porto Rivoltella).
Desenzano je srdcem nočního života na jihu Gardského jezera, je zde několik diskoték a řada hospod. V létě jsou jeho hlavní náměstí "piazza Malvezzi" a "piazza Matteotti" po celou noc plné mladých a slavících lidí.
V srdci města je řada propojených "piazze", kde se nachází řada venkovních kaváren, řada obchodů, cukrárny a řada barů.

## Doprava
Město má jeden hlavní přístav u Piazzy Giacomo Matteotti, který provozuje několik přívozů na jezeře. V jihozápadní části města je vlakové nádraží Desenzano del Garda-Sirmione ('Stazione Ferroviaria'), které město napojuje na evropský železniční systém. Z dálnice A4, hlavního silničního spojení mezi Milánem a Benátkami, je přímo značen sjezd na Desenzano.

## Zajímavosti
Město se stalo světově známým 13. března 1994, kdy v místním bazénu ruský plavec Alexandr Popov dosáhl světového rekordu v plavání ve volném způsobu na 50 metrů s časem 21.64 sekund. Rovněž Franz Kafka zde v neděli 21. září 1913 strávil několik šťastných chvil.

## Místo světového dědictví UNESCO
Ve městě se nachází prehistorické domy na kůlech, které jsou součástí souboru prehistorických domů na kůlech v Alpách, jež jsou součástí Světového dědictví UNESCO.

## Osobnosti města
- Anděla Mericiová (1474–1540), svatořečená zakladatelka řádu voršilek, patronka města

- Angelo Anelli (1761–1820), libretista a spisovatel
- Achille Papa (1863–1917), generál
- Giovanni Battista Meneghini (1896, Verona – 1981, Desenzano del Garda), podnikatel, hudební mecenáš, manžel Marie Callasové
- Cagnaccio di San Pietro (1897–1946), malíř magického realismu
- Marco Borciani (* 1975), motocyklový závodník
- Massimo Volta (* 1987), fotbalista
- Christian Tiboni (* 1988), fotbalista
- Sonny Colbrelli (* 1990), cyklista

## Partnerská města
- Amberg , Bavorsko, Německo, 2006
- Antibes, Francie, 2001
- Sal, Kapverdy, 1998
- Wiener Neustadt, Rakousko, 2002